# Urban V.
Blahoslavený Urban V., rodným jménem Guillaume de Grimoard, (1310, na zámku Grisac, Le Pont-de-Montvert, Francie – 19. prosince 1370, Avignon) byl 200. papežem katolické církve. Sídlil v Avignonu.
Papežský úřad zastával v době od 28. září 1362 do své smrti.

## Život
Urban V. se narodil ve francouzské diecézi Mende, stal se benediktinským mnichem v malém převorství v Chiracu, kde také studoval kanonické právo. V roce 1362 mu byl udělen doktorát po následných studiích v Toulouse, Montpellieru, Paříži a Avignonu. Na těchto univerzitách následně i vyučoval a později se stal opatem kláštera v Auxerre a poté v Montpellieru. Papež Inocenc VI. jej pověřoval mnoha diplomatickými misemi, Urban se ovšem nikdy nestal kardinálem a do papežského úřadu byl po smrti svého předchůdce zvolen 28. září 1362, když pobýval v Neapoli jako papežský legát. Proto byl vysvěcen v Avignonu až 6. listopadu.

## Pontifikát
Jako papež vedl Urban V. přísný život a bojoval proti svatokupectví, prosazování příbuzných na důležitá místa (nepotismus) a proti nemravnosti u církevních představitelů a řeholníků. Snažil se také působit mírotvorně v napjaté situaci při mocenských bojích panovníků evropských monarchií.
Papežský stolec neměl v letech jeho pontifikátu sídlo v Římě, ale v Avignonu, ovšem Urban V. se o návrat usilovně snažil. V tomto snažení mu pomáhal kardinál Albornoz, který se pokoušel v Římě završit obnovu politicky zdevastovaného církevního státu a potlačit všechny odpůrce papežova římského primátu. Papež díky svému a kardinálovu snažení do Říma nakonec opravdu roku 1367 přesídlil, což bylo uvítáno obrovským nadšením samotného města i většiny západního křesťanského světa. Samotné nadšení ovšem k udržení pozice v Římě nestačilo a Urban V. byl v září roku 1370 nucen přesídlit zpět do Avignonu, kde po krátké době onemocněl a 19. prosince 1370 následkům své nemoci podlehl. Byl pohřben v auxerrském opatství a díky svým zásluhám byl roku 1870 blahořečen papežem bl. Piem IX.
Pro české dějiny je také poměrně významným faktem, že Urban dne 1. listopadu 1368 korunoval ve velechrámu sv. Petra v Římě na římskou císařovnu Alžbětu Pomořanskou, českou a římskou královnu. Po korunovaci poté opět odjel do Avignonu.